# Fluquières
Fluquières är en kommun i departementet Aisne i regionen Hauts-de-France i norra Frankrike. Kommunen ligger  i kantonen Vermand som ligger i arrondissementet Saint-Quentin. År 2022 hade Fluquières 198 invånare.

## Befolkningsutveckling
Antalet invånare i kommunen Fluquières
Referens: INSEE